# 17052 Senthilvel
17052 Senthilvel è un asteroide della fascia principale. Scoperto nel 1999, presenta un'orbita caratterizzata da un semiasse maggiore pari a 2,615938 UA e da un'eccentricità di 0,159298, inclinata di 1,847438° rispetto all'eclittica.